# 深沟巨盘吸虫
深沟巨盘吸虫（学名：Gigantocotyle bathycotyle）为同盘科巨盘属的动物。分布于斯里兰卡、印度尼西亚以及中国大陆的云南、广东等地，营寄生生活，终末宿主黄牛、水牛，寄生于瘤胃和真胃。